# Ordonnantie (numismatiek)
Ordonnantie (Engels: order (in council)) is een term in de numismatiek en is een officieel document waarop een opdracht aan de muntmeester te lezen is en/of hoe een munt zich in waarde verhoudt tot andere munten. Ook was het een vorm van regelgeving in Nederland tot de Franse bezetting. Het muntwezen en de geldcirculatie werden per ordonnantie geregeld.